# Observatoř a planetárium v Armaghu

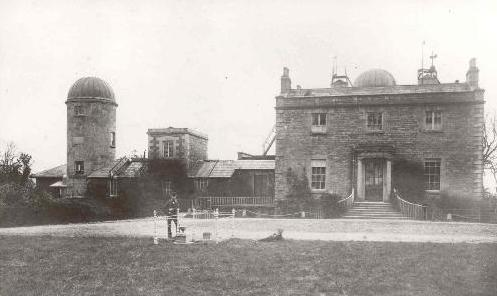
Observatoř v roce 1883

Observatoř v Armaghu je astronomický výzkumný ústav v Armaghu v Severním Irsku. Na observatoři sídlí cca 25 astronomů, kteří studují astrofyziku hvězd, Slunce, astronomii Sluneční soustavy a zemské klima.

## Historie
Observatoř a planetárium se nachází v blízkosti centra města Armagh (SV směrem) na přibližně 6 hektarech upraveného pozemku známého jako Armagh Astropark. Samotná observatoř byla založena v roce 1789 Richardem Robinsonem, 1. baronem z Rokeby, primasem irským a arcibiskupem z Armaghu.
V letech 1795 až 1797 byla v Armaghu provedena pozorování Slunce, včetně měření slunečních skvrn.
Přes 30 let zde působil Ernst Julius Öpik a kromě mnoha dalších příspěvků k astrofyzice psal o nebezpečích dopadu asteroidu na Zemi.
Jeden z ředitelů observatoře, Thomas Robinson, vynalezl miskový anemometr (zařízení na měření rychlosti větru).
V roce 1949 byl předložen plán na založení místního planetária. To bylo nakonec založeno až v roce 1968 zásluhou tehdejšího ředitele observatoře Erica Lindsaye pod samostatným vedením Patricka Moora. V roce 2016 byly obě instituce sloučeny pod vedením ředitele Prof. Michaela Burtona. V roce 2018 planetárium oslavilo 50 let od svého založení a stalo se nejdéle stále fungujícím planetáriem na britských ostrovech.
V roce 2018 byla observatoř oceněna cenou Centennial Weather Station Award od Světové meteorologické organizace za 224 let nepřetržitých záznamů počasí. K roku 2022 zaznamenává tedy observatoř Armagh meteorologické jevy v oblasti nepřetržitě 228 let. Záznamy sahají až do roku 1794 a od počátku 21. století jsou zpřístupněny na internetu. Záznamy o měření teploty na observatoři Armagh mezi lety 1844 a 2004 byly analyzovány ve výzkumném dokumentu z roku 2006.
V moderní době jsou hvězdárna spolu s planetáriem a Astroparkem významnou turistickou atrakcí a vzdělávacím centrem. Mezi exponáty pro návštěvníky patří zahrady, historické dalekohledy a různá astronomická zařízení, jako jsou sluneční hodiny.

## Dalekohledy a další vybavení
Troughtonův refrakční dalekohled s aperturou čočky 6,5 cm byl instalován v kupoli v roce 1795. Dalekohled vyrobila společnost J & E Troughton z Londýna a je známý svou mosaznou kovovou konstrukcí s rovníkovou montáží z konce 18. století.
Observatoř má Earnshawův regulátor. Jedná se o typ hodin vynalezený v roce 1791 Thomasem Earnshawem, který byl ceněn pro svou přesnost. Earnshaw s ní odcestoval do Armaghu, aby ji postavil v nové observatoři.
Začátkem 10. století byla observatoř vybavena poledníkovým kruhem.
Ve 30. letech 19. století observatoř zakoupila 15palcový zrcadlový dalekohled od nově založené společnosti Grubb Telescope Company. Dalekohled využíval kovové zrcadlo namontované na rovníkové montáži s hodinovým pohonem.
V roce 1885 byl v Robinsonově kopuli instalován dalekohled od stejné firmy s objektivem s 25 cm aperturou.
Hodiny pro observatoř Armagh vyrobil na žádost Nevila Maskelyneho hodinář Thomas Earnshaw. Měly řadu nových funkcí, včetně vzduchotěsného pouzdra (navrženého pro snížení prachu a průvanu). V 19. století ředitel observatoře Thomas Romney Robinson věřil, že jde o nejpřesnější hodiny na světě.
Observatoř zakoupila ještě jedny Earnshawovy hodiny, které byly řízeny hvězdnou rychlostí pomocí výše zmíněného rovníkového dalekohledu Edwarda Troughtona.
Dalším přístrojem na hvězdárně je záznamník slunečního svitu.
V roce 2005 byly instalovány dvě širokoúhlé kamery pro systémy detekce meteorů.
K dalšímu vybavení observatoře patří zmenšené modely Sluneční soustavy a Vesmíru, dvoje sluneční hodiny, historické dalekohledy, ale i kopule dalekohledů a další venkovní expozice. Human Orrery, spuštěný v roce 2004, se nachází v blízkosti hlavní budovy observatoře. Odborná knihovna a archivy observatoře a sbírky vědeckých přístrojů a artefaktů souvisejících s rozvojem moderní astronomie představují jednu z předních sbírek svého druhu na Britských ostrovech.

## Seznam ředitelů
| James Archibald Hamilton | 1790–1815   |
| William Davenport        | 1815 - 1823 |
| Thomas Romney Robinson   | 1823–1882   |
| John Louis Emil Dreyer   | 1882–1916   |
| Joseph A. Hardcastle     | 1917        |
| WFA Ellison              | 1918–1936   |
| Eric Mervyn Lindsay      | 1937–1974   |
| Mart de Groot            | 1976–1994   |
| Mark E. Bailey           | 1995–2016   |

| Michael G. Burton | 2016 - |